# Hétéronyme
En linguistique, un hétéronyme  est un mot qui forme avec d’autres une unité sémantique sans qu’ils aient la même racine.
En littérature, un hétéronyme est un pseudonyme utilisé par un écrivain pour incarner un auteur fictif, possédant une vie propre imaginaire et un style littéraire particulier.

## Origine de l'hétéronymie

Fernando Pessoa

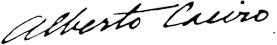
Alberto Caeiro

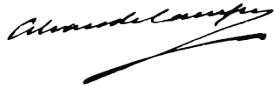
Álvaro de Campos

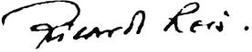
Ricardo Reis

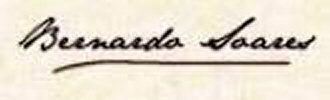
Bernardo Soares

Le terme a été pour la première fois utilisé par Speusippe au IVe siècle av. J.-C. Pour lui, sont aussi hétéronymes les polyonymes (noms différents désignant une même chose).
Pour Fernando Pessoa, ce concept correspond à une personnalité différente de celle de l'écrivain orthonyme (c'est-à-dire Pessoa lui-même) pour laquelle il crée une vie en soi en plus d'une œuvre. On recense plus de 70 hétéronymes possibles (recensés par Teresa Rita Lopes) dans l'œuvre de Pessoa, même si les trois principaux sont Alberto Caeiro, Ricardo Reis, Álvaro de Campos ainsi qu'un « semi-hétéronyme », Bernardo Soares, l'auteur du Livre de l'intranquillité.
Pessoa précise à propos des métamorphoses hétéronymiques : « Je ne change pas, je voyage » (seconde lettre à Casais Monteiro).

## Exemples d'artistes utilisant un ou plusieurs hétéronymes
- Antoine Volodine, écrivain[1].
- Laura Albert, écrivaine.
- Stefan Bohnenberger, artiste.
- Romain Gary, écrivain.
- Søren Kierkegaard, écrivain et théologien.
- Frédérick Tristan, écrivain.
- Nicolas Ragonneau, écrivain.
- Andreï Makine, écrivain[2].